# Brug 751
Brug 751 is een kunstwerk in Amsterdam Nieuw-West.
De brug is gelegen in de President Allendelaan en voert over een sierwater. De brug werd in 1956/1957 gebouwd in wat toen nog als straatnaam Westoever droeg; een verwijzing naar de westoever van de Sloterplas. De brug zou dienen als toevoer voor de Geer Ban, toen nog bedoeld om uit te groeien tot hoofdverkeersader, maar in het begin van de 21e eeuw omgebouwd tot woonstraat. In de eeuwen voor de aanleg van de brug lag hier land- en tuinbouwgebied, maar men was midden jaren 50 ook al aan het inrichten van bouwterreinen. De brug ligt ongeveer op de plaats waar de kaart van Cor van Eesteren voor de inrichting van het Algemeen Uitbreidingsplan uit 1939 ophoudt; de gebogen Westoever had hij wel al ingetekend, maar stuitte op genoemd agrarisch gebied. De siergracht was nog niet gegraven, dit gebeurde rond 1954, waarbij er in het sierwater een dam werd gelegd, waarover een provisorische verbindingsweg liep tussen de Osdorperweg en Westoever. President William Tubman van Liberia trok samen met koningin Juliana der Nederlanden in oktober 1956 over deze noodweg na een bezoek aan de bloemenveiling in Aalsmeer
In november 1956 begonnen de werkzaamheden; rond september 1957 was de brug klaar. De brug is ontworpen door Dirk Sterenberg van de Dienst der Publieke Werken. Het werd voor hier een betonnen vaste brug, die laag boven het water hangt. Voor de brug gingen meer dan 50 betonnen heipalen de grond in. De brug is inclusief landhoofden (verwerkt in de overspanning) 40 meter lang en kent drie doorvaarten. De centrale doorvaart is 8,8 meter breed; de twee doorvaarten aan de zijkant van 7 meter; alles om de 25 meter brede vaart door te laten stromen. De overspanning wordt gedragen door twee brugpijlers in de vorm van jukken. Opvallend aan de brug zijn de leuningen, welke zover bekend nergens anders in de stad voorkomen. Zij bestaan uit betonnen balken/liggers die op betonnen kubussen liggen. Tussen de leuningen is ze 31,40 meter breed voor twee voetpaden, twee rijwielpaden en een rijdek; elk op een verschillend niveau. Onder de voetpaden lopen GEB- en PTT-kabels. 
Uit een foto van 19 september 1958 blijkt dat de brug destijds op de toekomst werd gebouwd; op de foto zijn slechts twee auto’s en een fietser te zien; voet- en fietspaden waren nog niet (eens) in gebruik. De Westoever langs de Sloterplas zou pas in 1963/1964 geasfalteerd worden. De brug is in de 21e eeuw een overblijfsel van die jaren 50; een groot deel van de omliggende oorspronkelijke bebouwing is dan al weer vervangen door nieuwbouw. 

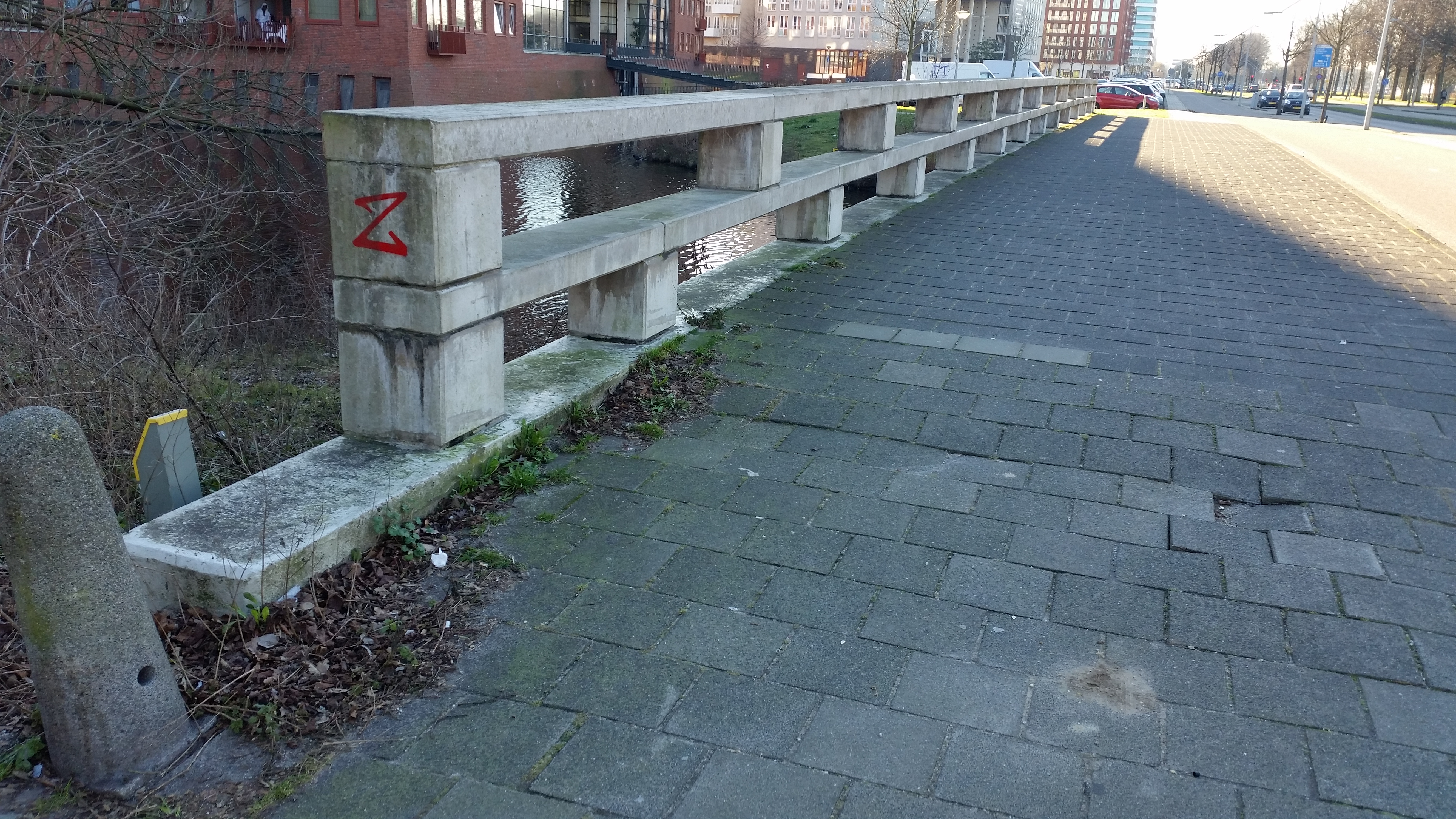
Leuning van brug 751 (februari 2019)

<<< · 700 · 701 · 702 · 703 · 704 · 705 · 706 · 707 · 708 · 709 · 710 · 711 · 712 · 713 · 714 · 715 · 716 · 717 · 718 · 719 · 720 · 721 · 722 · 725 · 726 · 729 · 730-738 · 739 · 740 · 741 · 742 · 743 · 744 · 745 · 746 · 747 · 748 · 749 · 751 · 752 · 753 · 754 · 755 · 756 · 757 · 758 · 759 · 760 · 761 · 762 · 763 · 764 · 765 · 766 · 767 · 768 · 769 · 770 · 771 · 772 · 773 · 775 · 776 · 777 · 778 · 779 · 780 · 781 · 782 · 783 · 784 · 786 · 787 · 788 · 789 · 790 · 791 · 792 · 793 · 794 · 795 · 797 · >>>
Brugnummers  723, 724, 727, 728, 750, 774, 785, 796 (niet gerealiseerde brug over de Slotervaart), 798 en 799 zijn niet vergeven.